# Ulpianus
Domitius Ulpianus, född cirka 170 i Tyros, död 228 i Rom, var en jurist från Tyros, verksam i romerska riket. 

## Biografi
Var och när Ulpianus föddes är okänt, men hans litterära verksamhet varade mellan 211 och 222. Han uppträdde för första gången offentligt som assessor vid Papinianus auditorium, och som medlem av Septimius Severus råd. Under Caracalla var han magister libellorum, i vilken egenskap han ansvarade för det ämbetsverk som handhade till kejsaren riktade petitioner. Heliogabalus bannlyste honom från Rom, men när Alexander Severus kom till makten 222 återinstallerades han. Så småningom blev han kejsarens chefsrådgivare och praetorianprefekt (år 222). Han mördades i kejserliga palatset på Palatinen 228 under ett upplopp som folket gjorde mot soldaterna i praetoriangardet.
Hans arbeten inbegriper Ad Sabinum, en kommentar om ius civile i över 50 böcker, Ad edictum, en kommentar över Ediktet i 83 böcker, samlingar av åsikter, svar och disputationer, böcker om regler och institutioner, avhandlingar om olika magistraters funktioner av vilka en, De officio proconsulis libri X., är en sammanfattning av straffrätten, monografier över olika ämnen, med mera. Omkring en tredjedel av Justinianus Digesta utgörs av verk av Ulpianus.
Det antogs länge felaktigt att det var denne Ulpianus som omnämns såsom Ulpianus av Tyros i Athenaios Deipnosophistae, en grammatiker och filolog. Istället avses troligen Ulpianos far. Ulpianus död 228 har tidigare använts för att datera Deipnosophistae.